# Кисляков, Иван Андреевич
Иван Андреевич Кисляков (ноябрь 1895 г., м. Бобр Оршанского уезда — 1955 г., Омутинск, Кировской области) — белорусский экономист-аграрник, профессор Белорусской академии сельского и лесного хозяйства (ныне — Белорусская государственная сельскохозяйственная академия в Горках Могилёвской обл.), председатель Научного общества по изучению Беларуси, лидер белорусской научной «организационно — производственной школы» экономистов.

## Биография
Родился в крестьянской семье. Окончил в 1918 году Горецкое землемерно-агрономическое училище.
В 1918—1919 гг. работал учителем в м. Бобр, затем уездным агрономом-организатором в районном управлении совхозов в Сенненском уезде Витебской губернии. В 1923 г. окончил отделение землеустройства Московского межевого института. С июня 1923 г. работал заведующим отдела сельскохозяйственной экономики в Наркомате земледелия БССР и одновременно в Институте Белорусской Культуры.
В 1925 году был избран в должности доцента, а с июня 1929 года — профессор, заведующий кафедрой экономики в Белорусской академии сельского и лесного хозяйства (ныне — БГСХА в Горках). Являлся Председателем Научного общества по изучению Беларуси (Горки). С 1929 года работал научным сотрудником Белорусского НИИ им. Ленина(Минск).
27 июня 1930 был арестован по делу «Союза освобождения Беларуси». Его вместе с другими белорусскими экономистами обвиняли также в принадлежности к «национал-кондратьевщине» и «нацдемовщине». Постановлением Коллегии ОГПУ СССР от 10.4.1931 года по статьям 58-4, 7, 10, 11 УК РСФСР «антисоветская деятельность» был выслан на пять лет в г. Омутинск Кировской области. После окончания срока ссылки (с 01. 09. 1935 г.) жил в Павлове-на-Оке Нижегородской (Горьковской) области, а затем в Вязьме Смоленской области. С началом Великой Отечественной войны был мобилизован в армию, но в 1942 году был комиссован из-за болезни. Затем снова жил в г. Омутинске и работал начальником отдела труда Омутинского металлического завода. 19 сентября 1960 года был реабилитирован решением судебной коллегии по уголовным делам Верховного суда БССР. Умер в 1955 году.

## Лидер белорусской научной «организационно — производственной школы»
Работая профессором Белорусской академии сельского и лесного хозяйства, он разработал научно-исследовательскую программу по изучению эффективности различных форм сельскохозяйственного землепользования. Над реализацией этой программы трудилась группа экономистов Белорусской академии сельского и лесного хозяйства. И. А. Кисляков и возглавляемая им в академии «организационно-производственная школа» вошла в историю экономической науки тем, что она разрабатывала и работала над «теорией белорусского крестьянского хозяйства». За участниками этой группы, а в неё кроме И. А. Кислякова входили Б. С. Бойко, Н.З Лайков, М. П. Макаров и Х. А. Плятнер, утвердилось название «кисляковцы», а идеологию этого экономического учения, следователи НКВД назвали термином — «кисляковщина». Хотя никакой организационной формы группа не имела. Это были единомышленники, имеющие лишь общие взгляды на развитие сельского хозяйства в БССР в период НЭПа. Все члены группы, как и её руководитель, были в 1929 −1930 гг. осуждены, а Б. С. Бойко расстрелен.
И. А. Кисляков и члены его группы в Белорусской академии сельского и лесного хозяйства были сторонниками «организационно — производственной школы», которая возникла в России в 1920-х годах под руководством российского экономиста А. Чаянова.

## Теоретик поселковой и единоличной формы ведения сельского хозяйства
И. А. Кисляков, разрабатывая «теорию белорусского крестьянского хозяйства» написал и опубликовал, работая в академии, целый ряд работ. Свои работы он издавал под именем Ян Кисляков.
Уже в первых работах он анализируя состояние сельского хозяйства в Беларуси, где в 1925 году было более 700 тыс. хозяйствделает расчёт, что более 100 тыс. хозяйств нужно отнести к малоземельным хозяйствам. К ним он относил хозяйства, которые имели менее 6 десятин земли на хозяйство.
И. Кисляков, разрабатывая вопросы аграрной политики, был сторонником поселковой единоличной формы ведения сельского хозяйства. Он доказывал, что поселок — это идеальная самостоятельная форма землепользования размером 80-250 га. Там, где поселки нельзя было разместить из-за особенностей рельефа территории Беларуси, он предлагал создавать хутора и отрубы.
По его расчётам, поселковая форма землепользования позволит: уменьшить расстояния полей от жилых домов, увеличить площадь участков, создаст возможность использовать сельскохозяйственную технику и многопольный севооборот. Историк экономической мысли Белоруссии В. Н. Бусько, отмечал, что "выводы И. А. Кислякова о необходимости оптимального учета природных и экономических условий с целью прибыльного ведения хозяйства, были схожи с выводами А. Чаянова .
А вот коллективная форма землепользования, по мнению И. Кислякова, противоречит самой сущности крестьянского хозяйства, хотя он и его коллеги допускали возможность существования некоторых эффективных совхозов и артелей, созданных на базе помещичьих имений.
Его идею поселковой единоличной формы ведения сельского хозяйства поддерживал Нарком земледелия БССР Д. Прищепов, который по совместительству вёл занятия в Белорусской академии сельского и лесного хозяйства. Только в период 1924—1927 гг. в результате работ по землеустройству крестьянских хозяйств в Беларуси было создано около 5 тысяч поселков на площади 590 тысяч гектаров (69 тысяч дворов), что составляло 29 % от всей упорядоченной площади землепользования за этот период. Однако в 1929—1930 гг. в БССР началась сплошная коллективизация и практика
поселковой единоличной формы ведения сельского хозяйства была свёрнута.
Историки аграрной экономики отмечают также большой вклад И. А. Кислякова в разработку методологии экономических исследований. Он являлся автором научно — исследовательской программы по изучению эффективности различных форм землепользования, над реализацией которой работала целая группа экономистов, как в Белорусской академии сельского и лесного хозяйства, так и в Белорусском научно-исследовательском институте им. В. И. Ленина (Минск).

## Труды
- Пасёлкі (оптымум тэрыторыі і эфект землеўпарадкаваньня).- Мн.: Бел. НДІ сельскай і лясной гаспадаркі, 1928.- 256 с.
- Характеристика типов сельского хозяйства БССР и их эволюция // Перспективный план развития сельского и лесного хозяйства БССР на 1925/26-1929/30 г. — Менск: 1927.
- Очерк эволюции сельского хозяйства БССР. Под ред. И. Кислякова.- Мн.: 1927. 225 с.
- Прадмова да кнігі // Плятнер Х. А. Рахункавыя запісы ў сялянскіх гаспадарках.- Горкі:1927.56 с.
- Тып беларускіх сялянскіх гапспадарак // Наш край.- Мн. 1925 № 2. С. 22-25.
- Чарговыя пытанні зямельнай палітыкі // Плуг. 1925. С. 36-39 .